# 喬治·馬歇爾

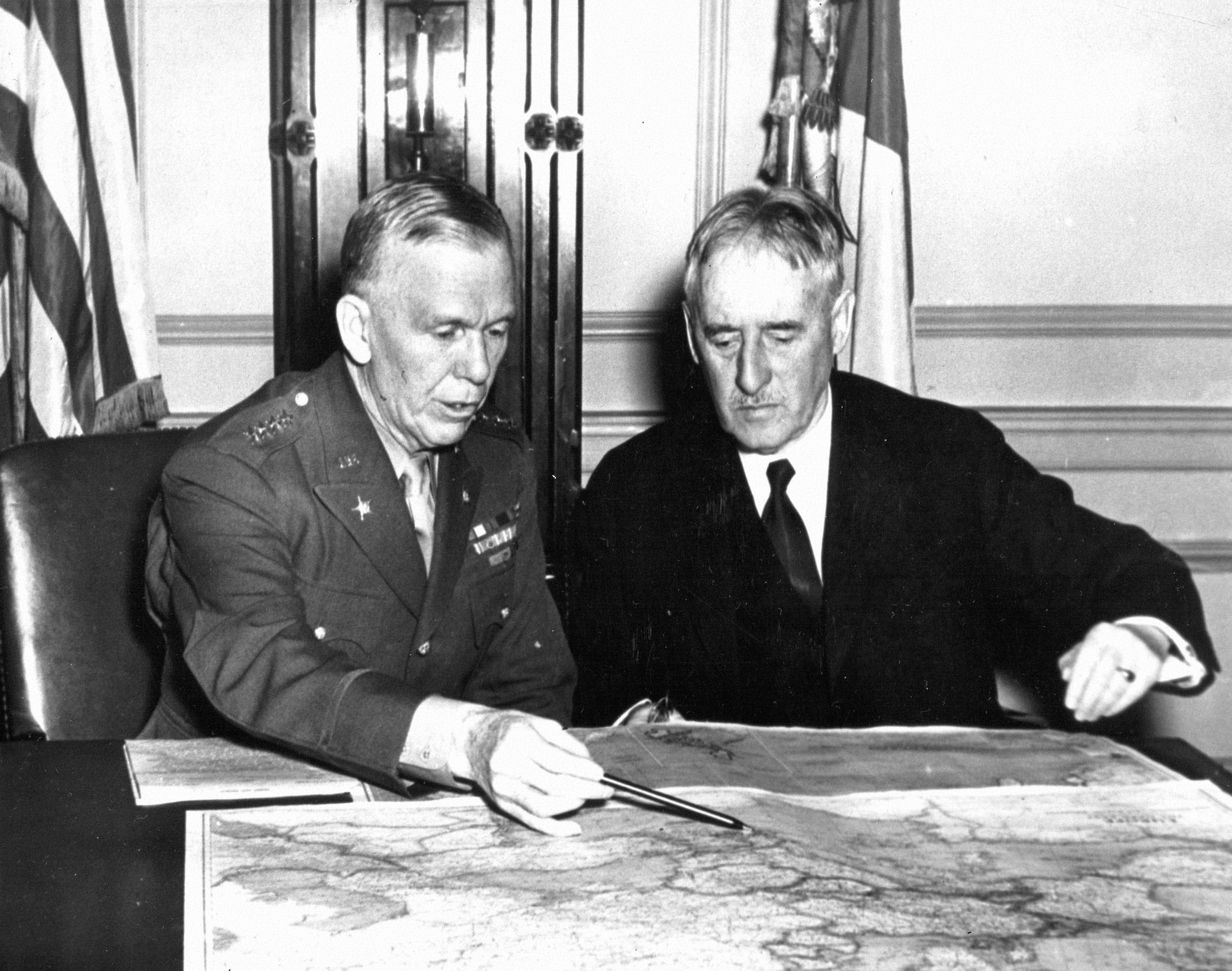
馬歇爾在談論政務

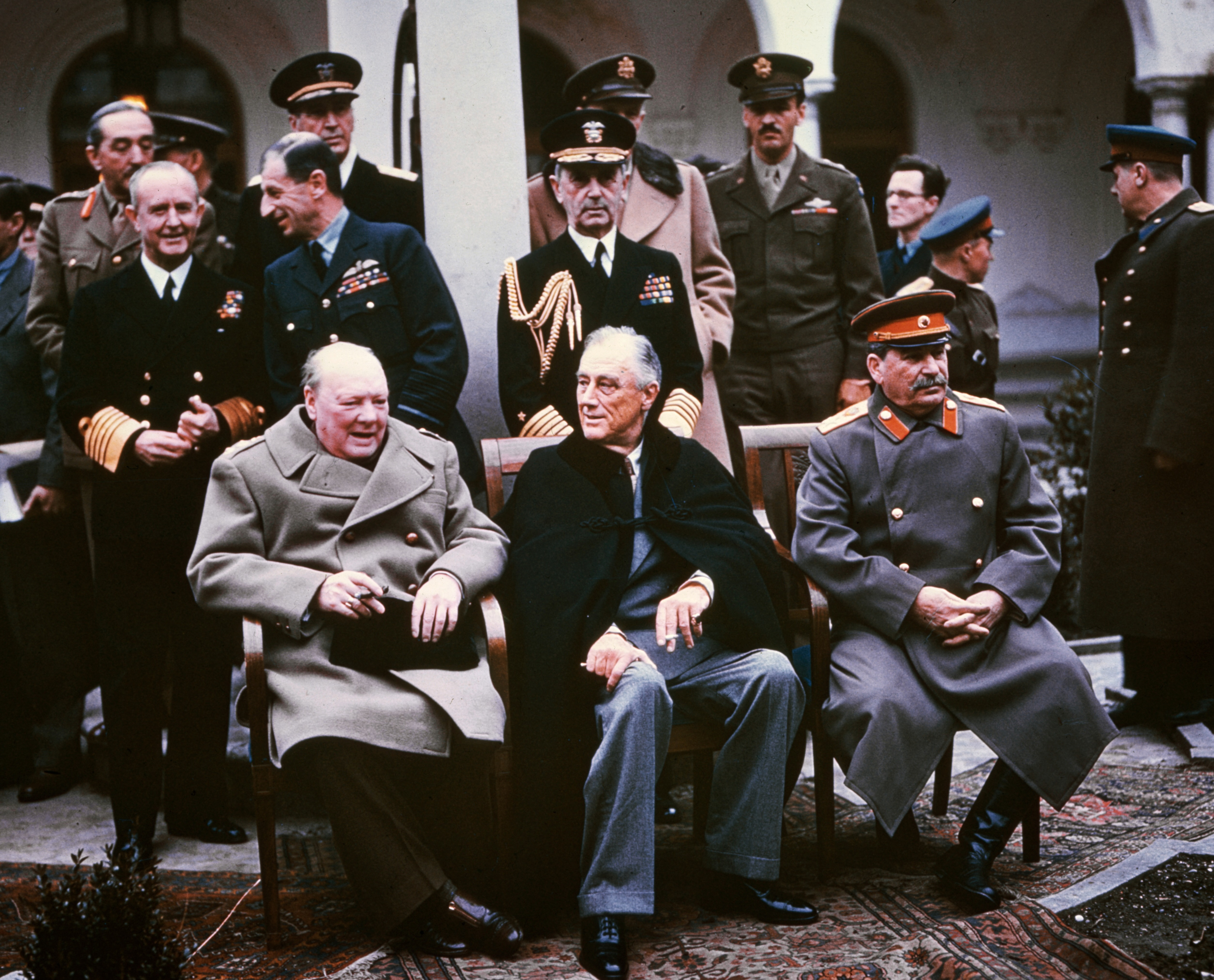
雅尔塔会议 萊希遮住的就是馬歇爾

小乔治·卡特莱特·马歇尔（George Catlett Marshall, Jr.，1880年12月31日—1959年10月16日），美国军事家、战略家、政治家、外交家、陆军五星上将，曾在二戰期間提拔多位將領。他毕业于維吉尼亞軍校，参加过第一次世界大战。1939年任美国陆军参谋长，在第二次世界大战中，他帮助富兰克林·德拉诺·罗斯福出谋划策，二战期间坚持先進攻德国再攻打日本的戰略方針，1945年退役。曾获得诺贝尔和平奖。

## 生平
马歇尔于1901年毕业于維吉尼亞軍校，在校期间曾担任被视为学员最高荣誉的学员总队长（First Captain）。1924年夏到1927年春末在美军驻中国天津第15步兵团任主任参谋，学习了汉语。1938年馬歇爾准將被任命為陸軍部副部長。1939年9月1日被美國總統羅斯福任命馬歇爾為陸軍參謀長，正式授予他少將軍銜，令臨時上將軍銜。9月3日第二次世界大戰歐洲戰場戰爭爆發。

### 第二次世界大戰
第二次世界大戰爆發美國沒有參戰，國內有不參戰和參戰兩種聲音。馬歇爾認為，無論參戰與否，日後美國必會捲入戰爭，現在應該援助英國的戰略，為美國爭取更多備戰的時間。
1941年12月7日日本偷襲珍珠港，太平洋戰爭爆發。因為美軍遭到偷襲，而華盛頓沒有發佈日本偷襲等信息，沒有美軍將領察覺日本偷襲，使許多將領等都被處分撤職。陸軍夏威夷軍區（Hawaiian Department）陸軍三星中將司令沃爾特·肖特和太平洋艦隊海軍四星上將司令哈斯本·金梅爾被解除職務，被指責疏於職責，翌年均以少將軍銜退役（兩人其後均被國會和軍部雙方面調查，他們都反複申訴無辜，但都沒有得到重視）。雖然馬歇爾被人責備和質問，卻沒有受到任何處分等。他將應當退役軍官的名單列出，認為他們年事已高并不是沒有能力，而是作戰思想都在第一次世界大戰的作戰上面，自己也在名單之列中。馬歇爾認為要推陳出新，自己已經是年老的人，應當找新血擔當。羅斯福雖然批准辭退老將，但堅決留下馬歇爾。其後補充新的軍官將領，分別提拔艾森豪、喬治·巴頓、奧馬爾·布拉德利、李奇微、馬克斯維爾·泰勒、馬克·克拉克、德弗斯、約瑟夫·史迪威、勞頓·科林斯、泰利·德·拉·梅薩山艾倫、沃爾特·史密斯、勞埃德·弗雷登道爾、約翰·P·盧卡斯，亞歷山大·帕奇、詹姆斯·范佛里特等人。
1943年1月14日至24日羅斯福與邱吉爾兩國軍隊在卡薩布蘭卡進行會議，馬歇爾主張橫渡英吉利海峽，從法國北部攻入歐洲大陸，但邱吉爾不同意。會議沒有作出決定，最後決定以在西西里登陸為最近作戰目標。1943年12月羅斯福、邱吉爾和史達林在德黑蘭會議上最終決定，於1944年5月由美、英軍在法國北部諾曼第地區登陸，代號定為“霸王”。秋天同盟國在魁北克會議命馬歇爾為此次行動的指揮官。羅斯福寫信給約翰·潘興說馬歇爾的指揮才能應該給他1次戰場指揮的機會，潘興回道他這麽重要的將軍應該留在後方，不能失去這樣的人才。羅斯福認為他的辦事能力強，做事非常稱職，最終把馬歇爾留在身邊，命他為陸軍參謀長。馬歇爾推薦艾森豪為盟軍最高司令，指揮“霸王”行動，羅斯福批准，對外公佈艾森豪為盟軍最高司令的消息。1944年6月6日美軍登陸諾曼底，美軍眾將與英軍最高指揮蒙哥馬利因為功勞問題產生不和。馬歇爾提醒艾森豪，美軍眾將因為功勞上與英軍的英雄蒙哥馬利而產生嫌隙，你不應該為了虛榮與他產生矛盾，要求艾森豪遵從他的意思，需要盟軍互相依賴才能把軸心國國家擊敗。

### 二戰結束
第二次世界大戰結束，1945年8月馬歇爾向新任總統杜魯門寫信要求卸任，也寫到艾森豪繼任他的參謀長位置。1945年11月進行卸任儀式，杜魯門宣讀馬歇爾的過往以及獎令狀，為祖國立下殊勛，他的品格等得到讚揚并為馬歇爾戴上橡樹葉章。儀式過後，杜魯門祝馬歇爾退休愉快，並表示不會再打擾他。

### 馬歇爾使華

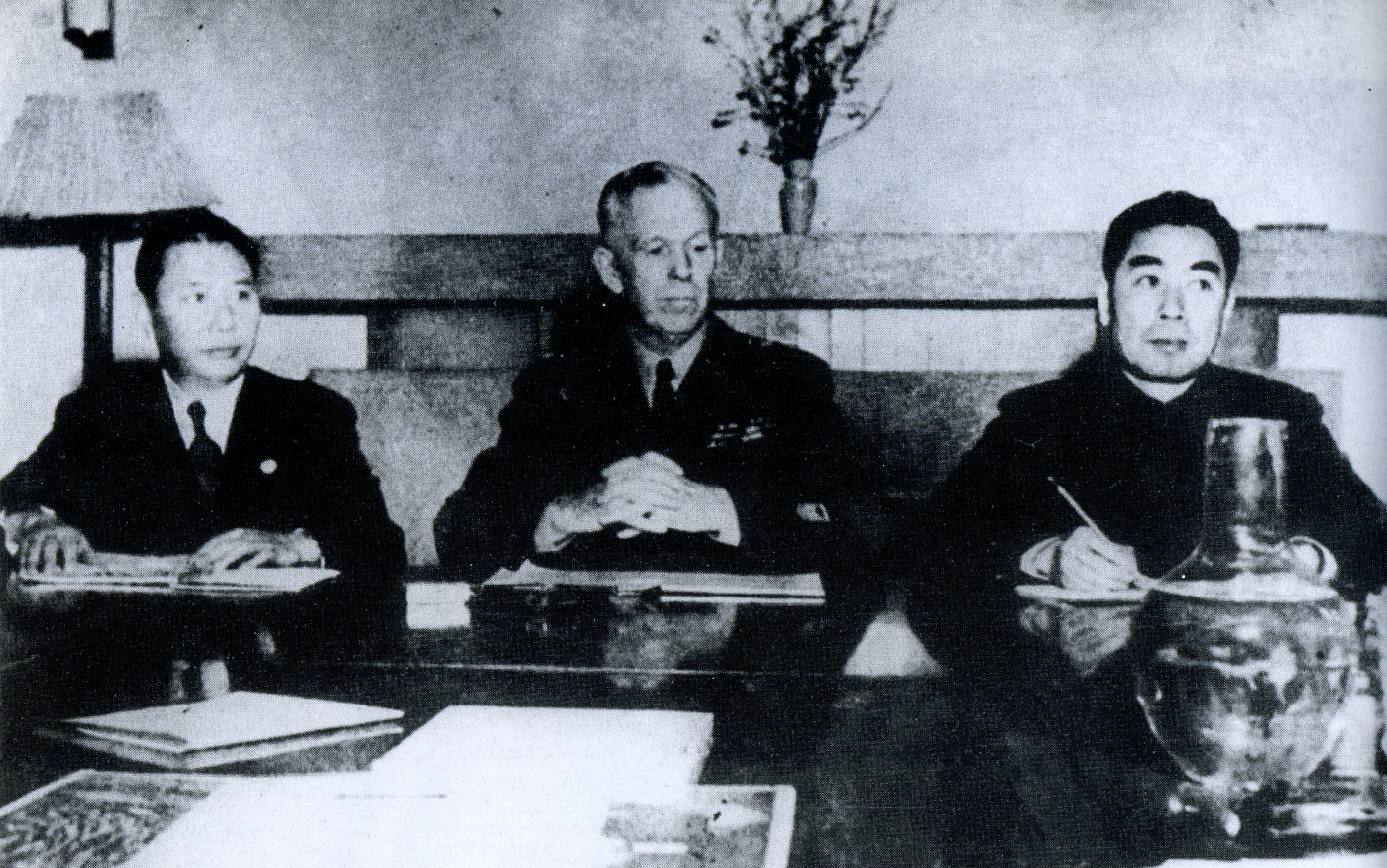
国民政府代表张群，调停使马歇尔，中共代表周恩来

1945年底至1947年初初退役的馬歇爾奉杜鲁门总统之命来华调解国共军事冲突。杜鲁门总统在马歇尔赴华就任之前的写的一封信里，明确给出了马歇尔的具体任务：
我特别希望你竭力说服中国政府召开包括各主要政党的国民会议，以实现中国之统一；同时实现停止敌对行动，尤其是在华北停止敌对行动。
1945年二战结束后，战胜国中华民国面临一次实现国内和平，施行宪政的历史机遇，同时也笼罩着国共内战的阴影。马歇尔来华就是为了调解国共军事冲突，杜绝爆发全面内战之可能，但是这次调解最终以失败中止。马歇尔离开中国，回美在杜魯門支持下榮升国务卿。随后1947年3月第二次国共内战爆发。

#### 背景
1945年8月日本投降之后，国共为受降权和受降地区发生军事冲突。为缓解军事紧张局势，美国驻华大使赫尔利调解国共争端，中華民國國民政府主席蒋中正邀请中國共產黨中央委員會主席毛泽东赴重庆谈判。8月25日中共代表毛泽东、周恩来、王若飞等抵达重庆，与国民政府就两党关系和和平建国事宜进行了初步会谈并在10月10日签署《政府与中共代表会谈纪要》即俗称双十协定。

#### 马歇尔离华及声明
1947年1月7日，蔣中正設晚宴餞別馬歇爾，再次邀請馬歇爾重返中國擔任特別顧問，答應賦予他所擁有之一切權力，共同為使中國成為中美兩國人民所想望之國家而努力:8259。1月8日，马歇尔离开中国返回美国，蔣中正夫婦至機場送行:8260。

### 國務卿
在1947年－1949年任美国国务卿，之前在1945年底到1947年初曾介入中国国民党政府和中国共产党的谈判，在國共內戰中明顯親共。他曾逼迫蔣中正下達的六月停戰令使國軍在四平戰役中勝利後無法前進，後來招致約瑟夫·雷芒德·麥卡錫的強烈批評。
1947年5月7日，美國國務卿馬歇爾稱中國政府改組已具備美國貨款條件:8350。11月28日，美國國務卿馬歇爾訓令美國駐華軍事顧問團團長巴大維向蔣介石建議改組陸軍勤務機構:8462。11月29日，美前駐外大使12人致電美國參議院外交委員會、眾議院外交委員會及國務卿馬歇爾，呼籲對中國予以軍事裝備及經濟財政援助:8462。

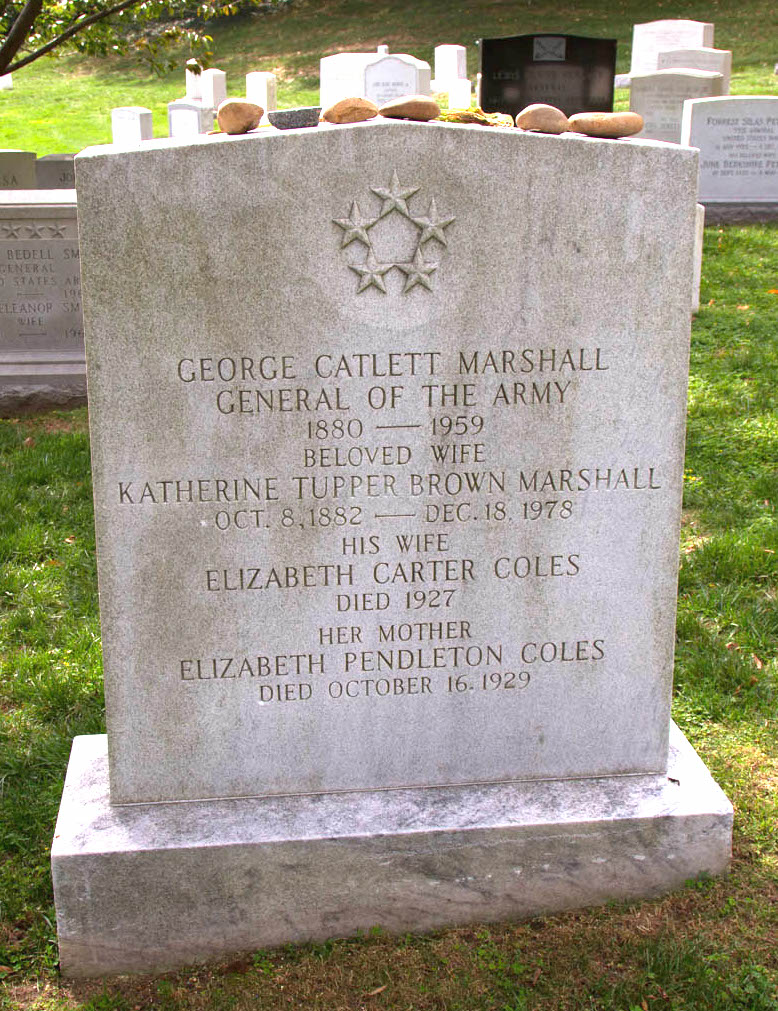
阿靈頓國家公墓的馬歇爾將軍墓碑

在1950年－1951年任国防部长，他提出过“欧洲复兴计划”，并因为此计划改善了西欧战后经济，提高人民的生活水平而于1953年获得了诺贝尔和平奖。

### 引用
1. ↑  Marshall Papers Pentagon Office Selected Correspondence Box 69 Folder 18 George C. Marshall Foundation http://www.marshallfoundation.org （页面存档备份，存于）
2. ↑  .   [2016-09-09]. （原始内容存档于2017-05-20）.
3. ↑  U.S. officers holding five-star rank never retire; they draw full active duty pay for life.Spencer C. Tucker. . ABC-CLIO. 2011: 1685  [2016-09-09]. ISBN 978-1-85109-961-0. （原始内容存档于2020-05-18）.
4. ↑  Groom, Winston. . National Geographic Books. 2015. ISBN 9781426215506.
5. 1 2  李新 總主編，中國社會科學院近代史研究所中華民國史研究室，韓信夫、姜克夫 主編 (编). . 北京: 中華書局. 2011.
6. ↑  中國命運．關鍵十年．美國與國共談判真相(1937~1947)關中．天下遠見出版．2010年7月7日，ISBN 978-986-216-568-3
7. ↑  麥卡錫. .
8. 1 2 3